# Paladilhiopsis virei
Paladilhiopsis virei is een slakkensoort uit de familie van de Hydrobiidae. De wetenschappelijke naam van de soort is voor het eerst geldig gepubliceerd in 1903 door Locard.